# Портрет Петра Дуніна-Борковського
Портрет Петра Дмитровича Дуніна-Борковського — портрет виконаний олійними фарбами, на якому зображений дворянин Петро Дунін-Барковський. Існують різні версії щодо авторства портрету, за першою версією, картину намалював знайомий портретованого Тарас Шевченко. Пізніше дослідники стали висувати версію, що автором портета Петра Дунін-Барковського є його дружина Глафіра Псьол.

## Історія картини
У десятититомному повному зібранні творів Тараса Шевченка картину віднісли до розділу Dubia (сумнівні), зазначивши, що «обставини, при яких зустрічався Шевченко з Дуніним-Борковським, викликають сумнів щодо можливості авторства Шевченка і вимагають додаткового дослідження».
Дослідник Олександр Боронь зазначав, що на картині відсутня дата та підпис художника, що нехарактерно для олійних портретів Шевченка того періоду, хоча відомі і непідписані й недатовані його роботи.
Варвара Рєпніна неоднаразово згадувала у своїх листах про роботу Тараса Шевченка над портретами людей з її оточення (портрет Миколи Рєпніна, портрет Варвари та Васілія Рєпніних), але не згадувала про портрет  Дуніна-Борковського.
У дванадцятитомному повному зібранні творів, картину вже однозначно вважали намальованою Тарасом Шевченком і датували її створення другою половиною вересня 1846 року, коли художник провідував Дуніна-Борковського незадовго перед його смертю.
Станом на 1886 рік картина зберігалася у племінниці портретованого — Варвари Яківни Дуніної-Борковської, станом на 1914 рік — у її родички О. М. Міклашевської. У 1929 році портрет став власністю Інституту Тараса Шевченка, у 1937 році його передали до Галереї картин Т. Г. Шевченка у Харкові, а з 1948 року зберігається у Національному музеї Тараса Шевченка. Інвентарний номер ж-86.